# Topetinho-de-lantejoulas
O topetinho-de-lantejoulas (nome científico: Lophornis stictolophus) é uma espécie de ave da família dos troquilídeos (Trochilidae) (beija-flores). Pode ser encontrada nos seguintes países: Colômbia, Equador, Peru e Venezuela. Os seus habitats naturais são: florestas secas tropicais ou subtropicais , florestas subtropicais ou tropicais húmidas de baixa altitude e florestas secundárias altamente degradadas.